# Tề Hiến công
Tề Hiến công (chữ Hán: 齊獻公; trị vì: 859 TCN – 851 TCN), tên thật là Khương Sơn (姜山), là vị vua thứ bảy của nước Tề - chư hầu nhà Chu trong lịch sử Trung Quốc.
Ông là con trai thứ của Tề Quý công – vua thứ 4 nước Tề và là em của Tề Ai công và Tề Hồ công – vua thứ 5 và thứ 6 nước Tề. Tề Ai công là anh cùng mẹ với ông.
Vua nhà Chu giết anh ông là Ai công và lập người anh khác Hồ công lên ngôi. Năm 860 TCN, ông mang quân đánh úp và lật đổ Hồ công, giành ngôi vua nước Tề, tức là Tề Hiến công.
Trong thời gian làm vua, ông thiên đô đến Lâm Tri, rời khỏi đô cũ thời Hồ công ở Bạc Cô; đồng thời đuổi hết những người con của Tề Hồ công ra nước ngoài.
Năm 851 TCN, Tề Hiến công mất. Ông ở ngôi tất cả chín năm. Con ông là Khương Thọ lên làm vua, tức là Tề Vũ công.